# Microlicia crenulata
Microlicia crenulata är en tvåhjärtbladig växtart som beskrevs av Carl Friedrich Philipp von Martius. Microlicia crenulata ingår i släktet Microlicia och familjen Melastomataceae. Inga underarter finns listade i Catalogue of Life.